# Reminder (Nearly)
Reminder è l'album di debutto dei nearLY, gruppo composto da Jerome Dillon, Claudia Sarne e Brett Pierce, pubblicato nel 2006..
All'album, che comprende 12 canzoni, hanno collaborato Greg Dulli, Tanya e Petra Haden, Keith Hillebrandt.

## Tracce
1. One Day I Was Gone - 2:45 - (Dillon, Sarne)
2. Straight to Nowhere - 4:05 - (Dillon, Sarne)
3. All Is Lost - 4:13 - (Dillon, Sarne)
4. Liars Day - 4:25 - (Dillon, Sarne)
5. Prins Hendrick - 4:15 - (Dillon, Sarne)
6. Mary Vincent - 4:09 - (Dillon, Sarne)
7. Blackwing - 2:29 - (Dillon)
8. Step into the Light - 4:11 - (Dulli)
9. Wrong - 1:44 - (Dillon, Sarne)
10. Up in the Trees - 1:28 - (Dillon, Sarne)
11. Tributary - 4:54 - (Dillon, Sarne)
12. Release - 2:43 - (Dillon, Sarne)